# Alexander Bălănescu
Alexander Bălănescu (Bucarest, Rumanía, 11 de junio de 1954), hijo de Ion y Similica, es un violinista rumano y fundador del Bălănescu Quartet. 
Empezó a recibir clases de violín a los seis años y debutó como violinista a los nueve. Su familia consiguió un visado para salir de Rumanía, entonces era un régimen comunista, con el que abandonaron el país en 1969 y se establecieron en Israel. Allí siguió estudiando y cuando estaba a punto de cumplir la edad para hacer el servicio militar, obligatorio en Israel, su familia lo envió a Gran Bretaña. Su familia acabaría reencontrándose con él cuando su padre encontró trabajo como profesor de neurofisiología en una universidad inglesa. Más tarde, viajó a Nueva York para finalizar sus estudios en la prestigiosa Juilliard School.
Entre 1983 y 1987 perteneció al Arditti Quartet, cuyo repertorio se basa en la música contemporánea. En 1987 formó el cuarteto Balanescu Quartet junto con Clare Connors, con la intención de crear un tipo de música diferente.
Compositor y virtuoso del violín, ha interpretado música clásica, folk, electrónica, jazz o pop.
Artista interdisciplinar, ha colaborado con directores de cine como Phil Mulloy, así como para coreógrafos y diseñadores de moda.
Algunos de los músicos con los que ha colaborado a lo largo de su carrera son John Lurie, Gavin Bryars, Michael Nyman, Jack de Johnette, Kevin Volans, Hector Zazou o John Surman. En el campo de la música pop ha trabajado con Pet Shop Boys, David Byrne, Spiritualized, Rabih Abou-Khalil, Yellow Magic Orchestra y Kraftwerk, entre otros, y en un intento de acercarse a sus raíces europeas, recientemente ha colaborado con el grupo húngaro Muzsikás y la cantante Márta Sebestyén.
- Datos: Q2062110
- Multimedia: Alexander Bălănescu / Q2062110